# Оксфордський рух
Оксфордський рух — рух серед англікан Високої Церкви (High Church) в Церкві Англії, який поступово розвинувся в англо-католицизм.  Рух, члени якого часто асоціювалися з Оксфордським університетом, виступав за відновлення традиційних аспектів християнської віри, згодом загублених, і  включення їх в англіканську літургію і богослов'я.  Саме в надрах Оксфордського руху народилася «теорія гілок», згідно з якою Англіканська церква є однією з трьох гілок Церкви Христової разом, відповідно, з Римо-католицькою і Православною церквами.
Рух також відомий як Трактаріанський після серії публікацій «Tracts for the Times», опублікованих між 1833—1841 рр.  Цю групу також називали Ньюменітами (Newmanites) (до 1845 роки) і П'юсеайцам (Puseyites) (після 1845) в честь двох великих трактаріанців — Джона Генрі Ньюмена (John Henry Newman) і Едварда БУВЕР П'юзо (Edward Bouverie Pusey).  Серед найбільш відомих трактаріанців можна назвати Джона Кібла (John Keble), Чарльза Мерріотта (Charles Marriott), Річарда Харрелл Фроуде (Richard Hurrell Froude), Роберта Вілберфорса (Robert Wilberforce), Айзека Вільямса (Isaac Williams) і Вільяма Палмера (William Palmer) з  Вустер-Коледжу.

## Початок руху
Безпосереднім імпульсом для руху стала секуляризація церкви, фокусом якої стало рішення уряду скоротити до десяти кількість ірландських єпископів в Церкві Ірландії відповідно до Акту про реформі 1832 року.  Кібл обрушився з критикою на цю пропозицію, назвавши його «національною зрадою» в своїй проповіді (Assize Sermon) в Оксфорді в 1833 році.  Лідери руху критикували лібералізм в богослов'ї.  Їх інтерес до коріння і витоків християнства привів до перегляду відносин між Церквою Англії та Римо-католицькою церквою.
Рух постулювати «Теорію гілок», яка стверджувала, що англіканство поряд з православ'ям і католицизмом формують три «гілки» однієї «Вселенської Церкви».  Ідеологи руху виступали за включення в літургію ряду традиційних аспектів з середньовічної богослужбової практики, так як вважали, що Церква стала занадто «простий».  У дев'яностому і останньому трактаті (Tract), Ньюмен виступав з думкою, що доктрини Римсько-католицької церкви, встановлені Тридентським собором, сумісні з 39 статтями англіканського віросповідання Церкви Англії XVI століття.  Звернення Ньюмена в 1845 році в католицизм мало великий вплив на весь рух.

## Публікації
Крім «Tracts for the Times», богословсько-ідеологічний базис для руху становило збори перекладів Отців Церкви, відоме як «Бібліотека Отців Церкви» (the Library of the Fathers).  У підсумку ці збори склало 48 томів, останній з яких був опублікований через три роки після смерті Пьюсі.  Головним редактором багатьох з томів був Чарльз Мерріотт.  Так само були опубліковані деякі оригінальні тексти грецькою і латинською.
Критика
Оксфордський рух піддавалося гострій критиці в тому, що воно було явною «романізірующей» тенденцією.  Проте, воно почало впливати на богослов'я і практику Церкви Англії.  Результатом цього стала організація англіканських релігійних орденів, як чоловічих, так і жіночих, і відновлення ряду монастирів і центрів паломництва (наприклад, Англіканська Каплиця Богоматері Уолшінхемской).  Воно також включило ідеї і практики, що стосуються літургії і церемоній, в прагненні привнести сильніший емоційний символізм і енергію до церкви.  Особливо, воно привнесло розуміння літургійного руху в життя Церкви.  Його вплив стало так сильно, що поступово Євхаристія стала знову центром богослужіння, богослужбові шати стали повсюдно використовуватися, і ряд католицьких практик знову були введені в богослужіння.  Це вело до суперечок в церквах, які закінчувалися в суді (як наприклад в суперечці про ритуализма).
Частково через те, що єпископи не забезпечували священиків-трактаріанцев житлом, вони закінчували своє життя, працюючи в трущобах.  Це призвело до того, що вони розвинули критику британської політики на місцевому та національному рівнях.

## Трактаріанство і Російська православна церква
Англіканський диякон Вільям Палмер з Магдален-Коледжу, один із засновників Оксфордського руху, цікавився російським православ'ям і зробив дві поїздки в Росію в 1840 і 1842 для ознайомлення з життям Російської церкви і переговорів про можливе возз'єднання двох Церков.  Листувався з Хомякова А. Розглядав можливість приєднання до Російської церкви, але в підсумку, в 1855 прийняв католицтво.